# Gloiocladia
Gloiocladia, rod crvenih algi iz porodice Faucheaceae, dio reda Rhodymeniales. Opisan je 1842. i taksonomski je priznat. 
Postoji 35 taksonomski priznatih vrsta

## Vrste
1. Gloiocladia blomquistii (Searles) R.E.Norris
2. Gloiocladia conjuncta (Setchell & N.L.Gardner) R.E.Norris
3. Gloiocladia fruticulosa (Harvey) R.E.Norris
4. Gloiocladia fryeana (Setchell) N.Sánchez & Rodríguez-Prieto
5. Gloiocladia furcata (C.Agardh) J.Agardh - tip
6. Gloiocladia furcellata (Baardseth) N.Sánchez & Rodríguez-Prieto
7. Gloiocladia galapagensis (W.R.Taylor) N.Sánchez & Rodríguez-Prieto
8. Gloiocladia guiryi (O.N.Selivanova) O.N.Selivanova
9. Gloiocladia hassleri (M.Howe & W.R.Taylor) N.Sánchez & Rodríguez-Prieto
10. Gloiocladia hoshawii (E.Y.Dawson) J.N.Norris
11. Gloiocladia indica Weber Bosse
12. Gloiocladia japonica (Okamura) Yoshida
13. Gloiocladia laciniata (J.Agardh) N.Sánchez & Rodríguez-Prieto
14. Gloiocladia leptophylla (Segawa) N.Sánchez & Rodríguez-Prieto
15. Gloiocladia mauritiana (Børgesen) R.E.Norris
16. Gloiocladia media (Kylin) Filloramo & G.W.Saunders
17. Gloiocladia microspora (Bornet ex Rodríguez y Femenías) N.Sánchez & C.Rodríguez-Prieto ex Berecibar, M.J.Wynne, Barbara & R.Santos
18. Gloiocladia minutula (Weber Bosse) A.J.K.Millar
19. Gloiocladia mollis (M.Howe) J.N.Norris
20. Gloiocladia pelicana Gavio & Fredericq
21. Gloiocladia polycarpa (Harvey) Womersley
22. Gloiocladia procumbens (Weber Bosse) N.Sánchez & Rodríguez-Prieto
23. Gloiocladia profunda (Borgesen) N.Sánchez & Rodríguez-Prieto
24. Gloiocladia ramellifera Hauck
25. Gloiocladia repens (C.Agardh) N.Sánchez & Rodríguez-Prieto
26. Gloiocladia robillardii (Børgesen) R.E.Norris
27. Gloiocladia rubrispora (Searles) R.E.Norris
28. Gloiocladia saccata (J.Agardh) R.E.Norris
29. Gloiocladia sefferi (M.Howe) J.N.Norris
30. Gloiocladia spinulosa (Okamura & Segawa) N.Sánchez & C.Rodríguez-Prieto
31. Gloiocladia stipitata (Yamada & Segawa) Sánchez & Rodríguez-Prieto
32. Gloiocladia subdichotoma (Levring) R.E.Norris
33. Gloiocladia tenuissima Gavio & Fredericq
34. Gloiocladia vigneaultii Filloramo & G.W.Saunders
35. Gloiocladia xishaensis (B.M.Xia & Y.Q.Wang) N.Sánchez & Rodríguez-Prieto